# Marie-Paule Moracchini
Pour les articles homonymes, voir Moracchini.
Marie-Paule Moracchini fut premier juge d'instruction au tribunal de Paris. Elle fut chargée de l'instruction de plusieurs dossiers sensibles : l'affaire de l'église de Scientologie (qu'elle instruisit à partir de 1993, et dont elle fut dessaisie en 2000), l'affaire du substitut du Tribunal de Toulon Albert Lévy (qu'elle instruisit à partir de 1998, et dont la chambre de l'instruction de Paris prononça par deux fois l'annulation), et l'affaire de l'assassinat du juge Bernard Borrel (qu'elle instruisit à partir de novembre 1997, et dont elle fut dessaisie en 2000 par la chambre d'instruction de Paris).